# محمد شاهين الغانم
محمد شاهين الغانم سياسي كويتي وعضو سابق في المجلس التشريعي الكويتي الأول، والمجلس التشريعي الكويتي الثاني.

## سيرته
ولد النوخذة والسياسي محمد بن شاهين الغانم في الكويت - فريج الشيوخ - ودخل الحياة السياسية بديلا لابن عمه محمد ثنيان الغانم (الذي استقال لظروف عائلية)، وفاز في انتخابات عام 1938 فأصبح عضواً في المجلس التشريعي الكويتي الأول، كما شارك في انتخابات المجلس التشريعي الكويتي الثاني وفاز أيضا بالمقعد، وهو أحد المشاركين بوضع القانون الأساسي لنظام الحكم الذي وقع عليه الشيخ أحمد الجابر الصباح في 2 يوليو 1938 والذي يعتبره بعض الكويتيين بمثابه دستور، حيث كان القانون يتكون من خمسة مواد.